# Pentatlo moderno nos Jogos Pan-Americanos de 2023 - Revezamento feminino
A competição do revezamento feminino do pentatlo moderno nos Jogos Pan-Americanos de 2023 foi disputada em 26 de outubro de 2023 na Escola Militar, em Las Condes. Um total de 20 pentatletas de 10 Comitês Olímpicos Nacionais (CON) participaram do evento.

## Calendário
Horário local (UTC−3).
| Data          | Hora  | Fase                           |
| ------------- | ----- | ------------------------------ |
| 26 de outubro | 11:00 | Esgrima – Fase de ranqueamento |
| 26 de outubro | 14:30 | Equitação                      |
| 26 de outubro | 15:15 | Esgrima – Fase de bônus        |
| 26 de outubro | 16:00 | Natação                        |
| 26 de outubro | 16:30 | Laser run (corrida+tiro)       |

## Medalhistas
| Ouro   | MEX Catherine Oliver e Mayan Oliver   |
| Prata  | EAI Paula Valencia e Sophia Hernández |
| Bronze | CAN Devan Wiebe e Kelly Fitzsimmons   |

## Resultados
A competição foi realizada em um único dia até a definição das medalhistas.
| Pos.              | Pentatletas                           | CON                                 | Equitação Tempo (Pts.) | Esgrima Vitórias ER+EB (Pts.) | Natação Tempo (Pts.) | Laser run Tempo (Pts.) | Total |
| ----------------- | ------------------------------------- | ----------------------------------- | ---------------------- | ----------------------------- | -------------------- | ---------------------- | ----- |
| Medalha de ouro   | Catherine Oliver Mayan Oliver         | MEX México                          | 139.80 (264)           | 26+0 (255)                    | 2:19.12 (272)        | 13:28 (492)            | 1283  |
| Medalha de prata  | Paula Valencia Sophia Hernández       | EAI Equipe de Atletas Independentes | 142.00 (237)           | 22+0 (235)                    | 2:12.34 (286)        | 13:59 (461)            | 1219  |
| Medalha de bronze | Devan Wiebe Kelly Fitzsimmons         | CAN Canadá                          | 140.00 (242)           | 16+0 (205)                    | 2:23.59 (263)        | 14:15 (445)            | 1155  |
| 4                 | Rocío Varela María José Bravo         | CHI Chile                           | 155.00 (234)           | 14+0 (195)                    | 2:29.47 (252)        | 15:37 (363)            | 1044  |
| 5                 | María Belén Serrano Camila Fuenzalida | ARG Argentina                       | EL (0)                 | 22+4 (239)                    | 2:15.88 (279)        | 14:18 (442)            | 960   |
| 6                 | Stephany Saraiva Isabela Abreu        | BRA Brasil                          | EL (0)                 | 21+4 (202)                    | 2:18.07 (274)        | 14:09 (451)            | 959   |
| 7                 | Heidi Hendrick Phaelen French         | USA Estados Unidos                  | EL (0)                 | 15+4 (204)                    | 2:15.55 (279)        | 14:20 (440)            | 923   |
| 8                 | Dara Salazar Sol Naranjo              | ECU Equador                         | EL (0)                 | 17+2 (212)                    | 2:24.45 (262)        | 14:30 (430)            | 904   |
| 9                 | Delmis Pérez Diana Leyva              | CUB Cuba                            | EL (0)                 | 12+0 (185)                    | 2:10.28 (290)        | 14:37 (423)            | 898   |
| 10                | Cecilia Fermín Ana Leidys Arias       | DOM República Dominicana            | EL (0)                 | 13+4 (194)                    | 2:24.15 (262)        | 15:24 (376)            | 832   |